# Юдин, Владимир Георгиевич
Влади́мир Гео́ргиевич Ю́дин (17 октября 1925 года — 19 декабря 1943 года) — советский воин-пехотинец, в Великой Отечественной войны — стрелок 280-го гвардейского стрелкового полка 92-й гвардейской стрелковой дивизии 37-й армии Степного фронта, Герой Советского Союза (22.02.1944, посмертно). Гвардии красноармеец.

## Биография
Владимир Юдин родился в 1925 году в посёлке Новый Кочковского района в Сибирском крае в семье Георгия Алексеевича и Анны Кирилловны, был вторым ребёнком в семье. Русский. В восемь лет пошёл в первый класс Новопосельской школы. Окончил семь классов Сосновской средней школы в 1940 году и курсы трактористов при Кузнецкой МТС в феврале 1942 года. Работал в местном колхозе.  
В феврале 1943 года Кузнецким районным военкоматом Кемеровской области Владимир Юдин был призван в Красную Армию. Был направлен в Виленское пехотное училище, которое действовало в эвакуации в городе Кузнецке. Однако летом 1943 года по неихвестным причинам направлен на фронт рядовым. 
На фронте Великой Отечественной войны — с 4 сентября 1943 года. Воевал в 280-м гвардейском стрелковом полку 92-й гвардейской стрелковой дивизии. Менее чем через месяц уже совершил выдающийся подвиг в ходе битвы за Днепр.
В последних числах сентября 1943 года 92-я гвардейская стрелковая дивизия после больших и трудных боёв вышла к берегу Днепра. Группе разведчиков, которую возглавлял Юдин Владимир, было дано боевое задание — переправиться на правый берег Днепра, уничтожить огневые точки, дать возможность полку переправиться и определить место высадки десанта.
Этот подвиг Владимир Юдин совершил 30 сентября 1943 года, а 17 октября 1943 года в боях за крупный населённый пункт Лиховка, подбив штабную автомашину и овладев установленным на ней пулемётом, в упор расстрелял свыше 20 солдат и офицеров противника, подбил 2 мотоцикла и 3 автомашины, захватил 2 станковых пулемёта. 19 декабря 1943 года под Кировоградом весь день и всю ночь 280 гвардейский стрелковый полк вёл тяжёлые бои. С наступлением рассвета противник вводил в бой всё новые силы. Гитлеровцы вплотную подползали к траншеям, местами бои переходили врукопашную. На участке, где сражался Юдин, осталась горстка бойцов, но надо было продержаться до подхода подкрепления. Гвардии красноармеец Владимир Юдин уничтожил несколько десятков немецких солдат и офицеров. А когда умолк станковый пулемёт, раненый Владимир занял место товарища. Противник не смог сломить сопротивление — плацдарм удерживался до подхода подкреплений. Утром его вторично тяжело ранило, но он продолжал стрелять. Погиб Герой во время ночной танковой атаки противника 19 декабря 1943 года на высоте 138,5 в районе села Недайвода Криворожского района Днепропетровской области Украинской ССР.
За мужество и героизм, проявленные на фронте борьбы с немецко-фашистскими захватчиками, Указом Президиума Верховного Совета СССР от 22 февраля 1944 года гвардии красноармейцу Юдину Владимиру Георгиевичу присвоено звание Героя Советского Союза.

## Награды
- Герой Советского Союза (22.02.1944, посмертно);
- орден Ленина (22.02.1944, посмертно).

## Память
- Похоронен в братской могиле в селе Недайвода Криворожского района Днепропетровской области Украины.
- Улица и школа в городе Междуреченске Кемеровской области носят имя В. Г. Юдина[3].
- Именем Героя названа школа в селе Сосновке Новокузнецкого муниципального района Кемеровской области.